# Monumento nacional Ruinas de Casa Grande
El monumento nacional Ruinas de Casa Grande (en inglés: Casa Grande Ruins National Monument) se localiza en Coolidge, Arizona, al noreste de la ciudad de Casa Grande, conserva un grupo de estructuras de la era de los pueblos hohokam, del Pueblo III y Pueblo IV.
El monumento nacional consta de las ruinas de múltiples estructuras rodeadas por un muro compuesto construido por los antiguos pobladores de la época Hohokam , que cultivaban el valle del río Gila en el siglo XIII. Los arqueólogos han descubierto evidencia de que el antiguo pueblo del desierto de Sonora que construyeron la Casa Grande también desarrollaron la agricultura de riego a gran escala y conexiones comerciales extensas que duraron más de mil años, hasta el 1450 después de cristo.

## Galería de imágenes

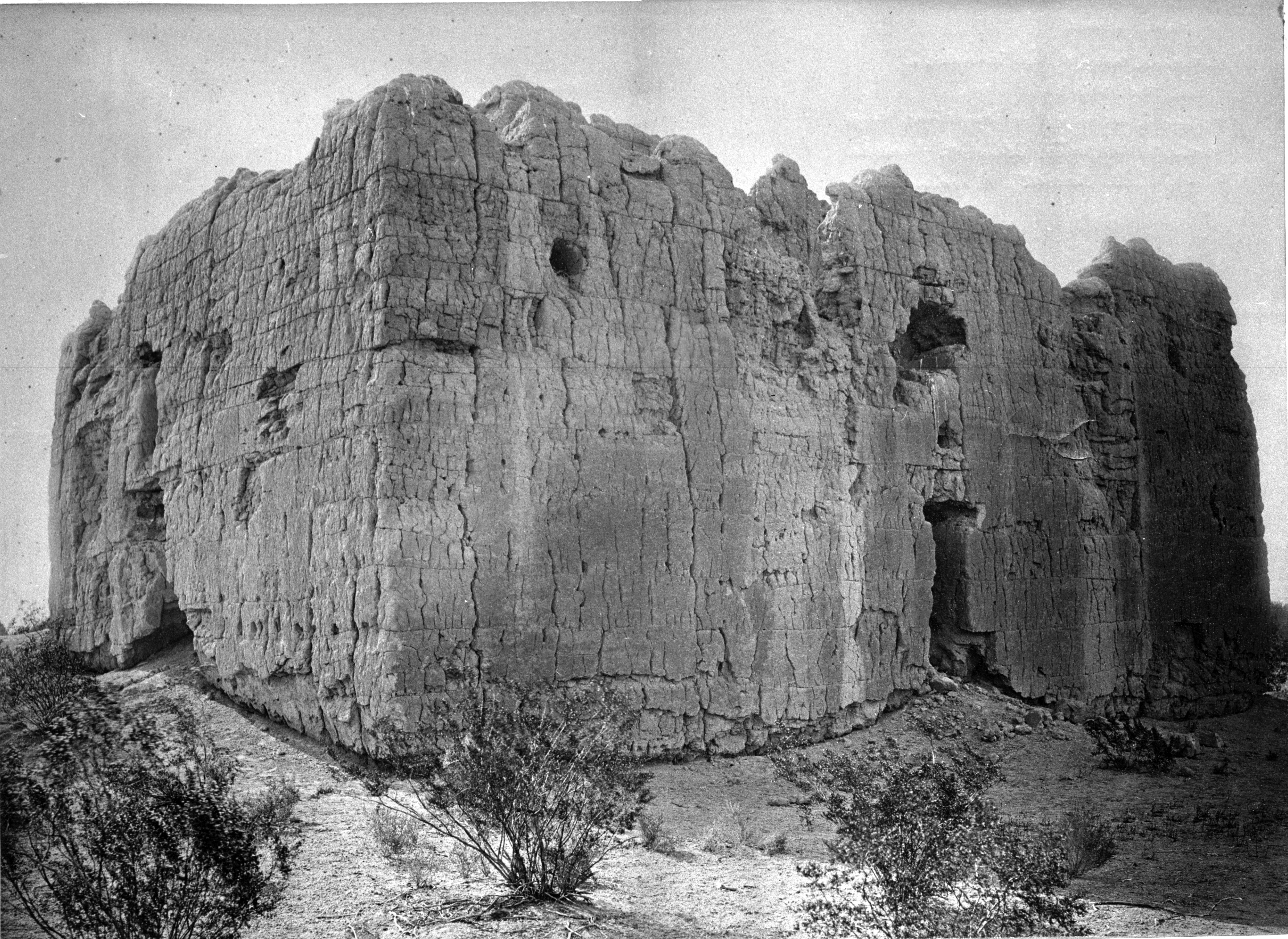
Muro oeste de la Casa Grande ca. 1880
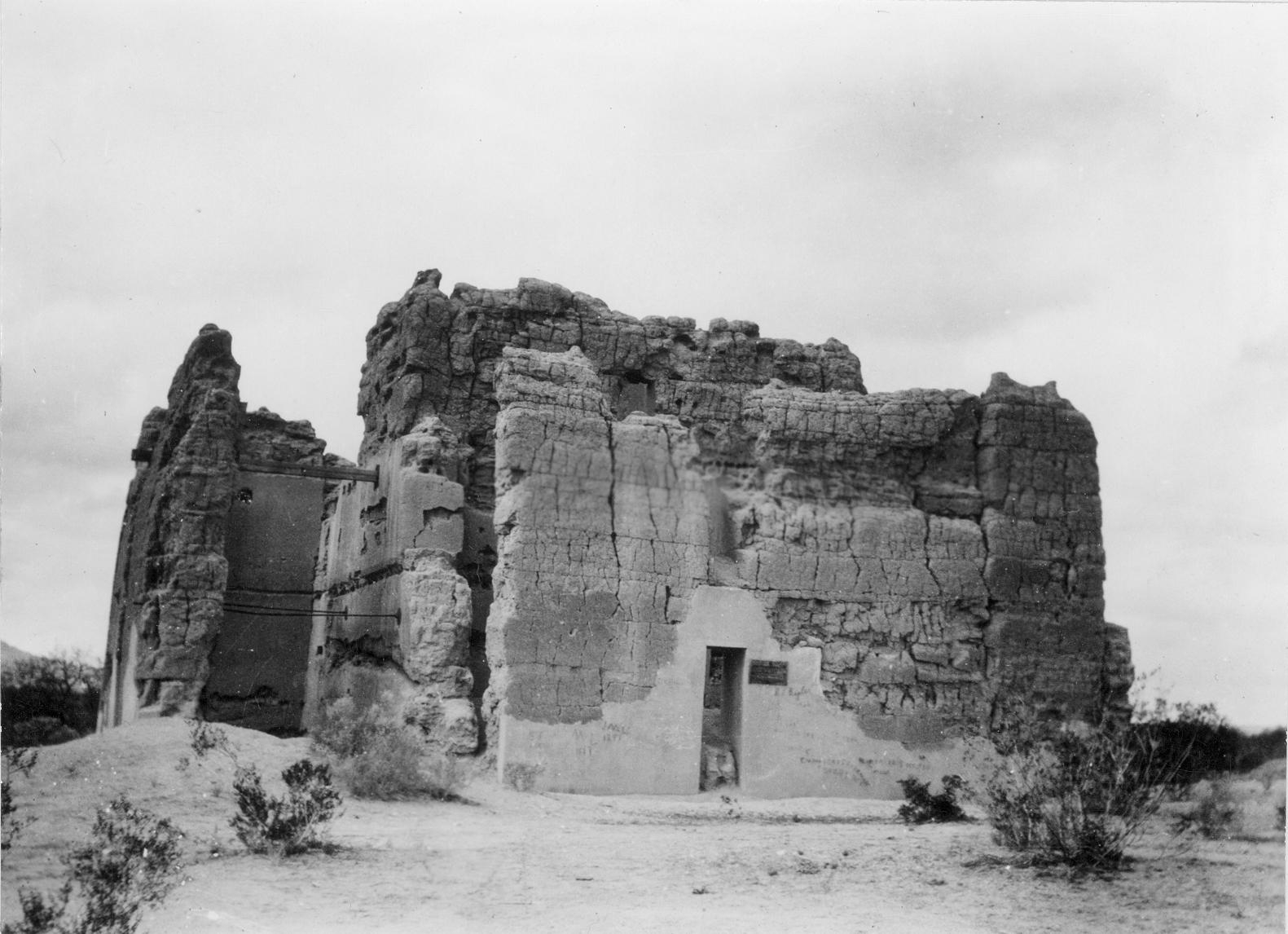
Lado oeste de la  Casa Grande ca. 1900
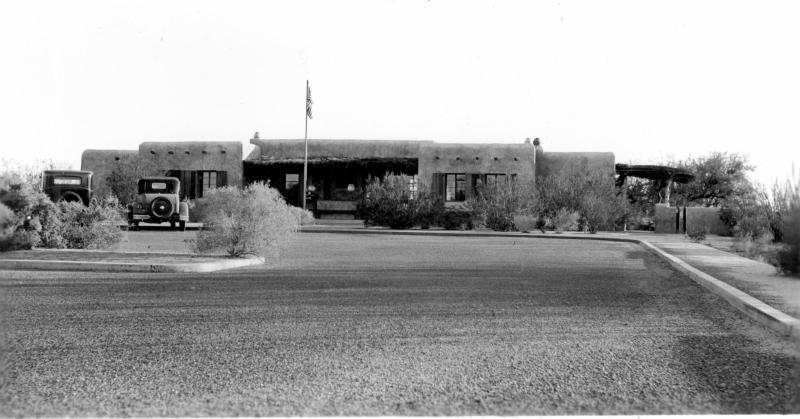
Centro de visitantes en 1934
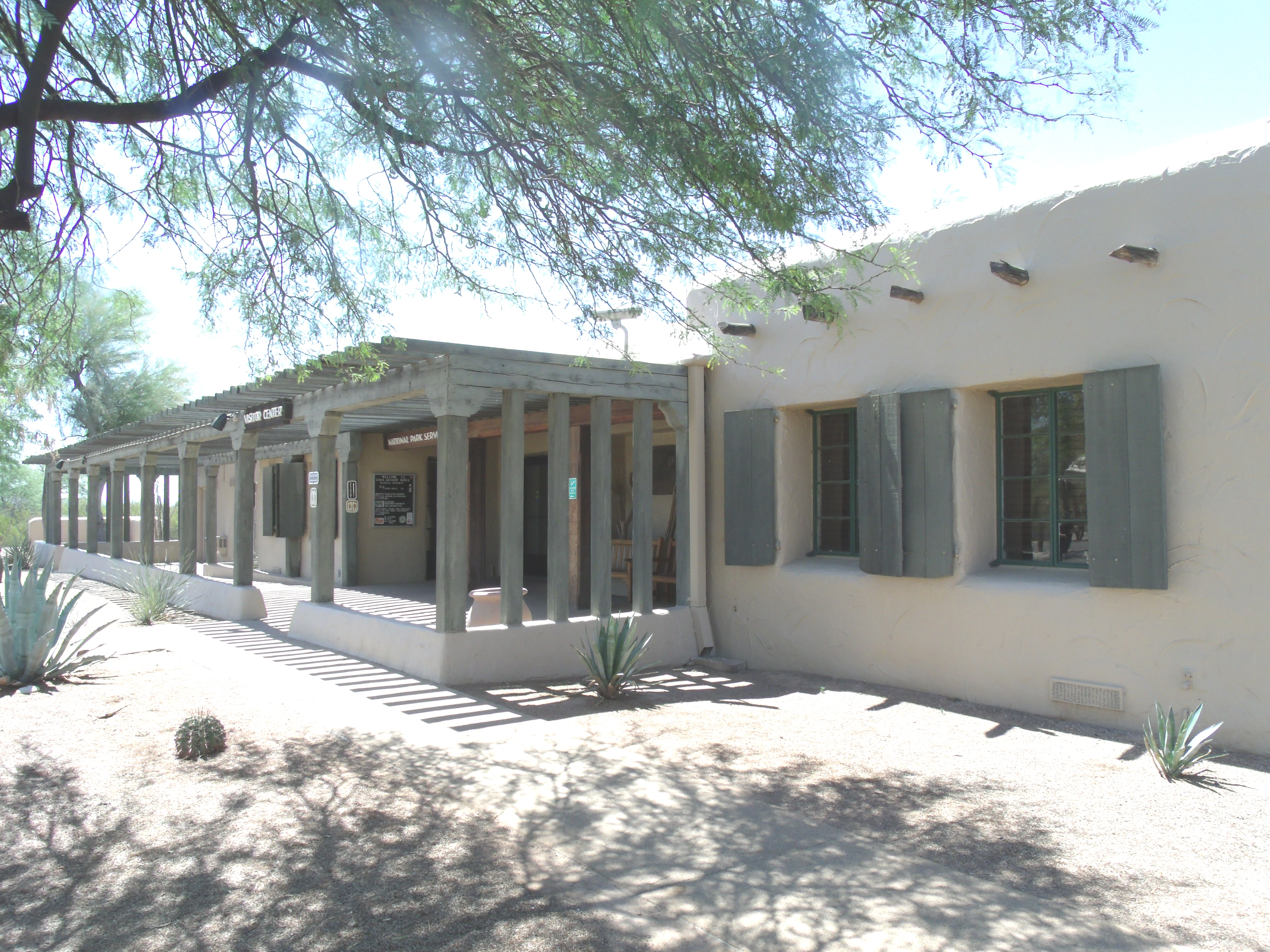
Entrada principal al monumento nacional Ruinas de Casa Grande

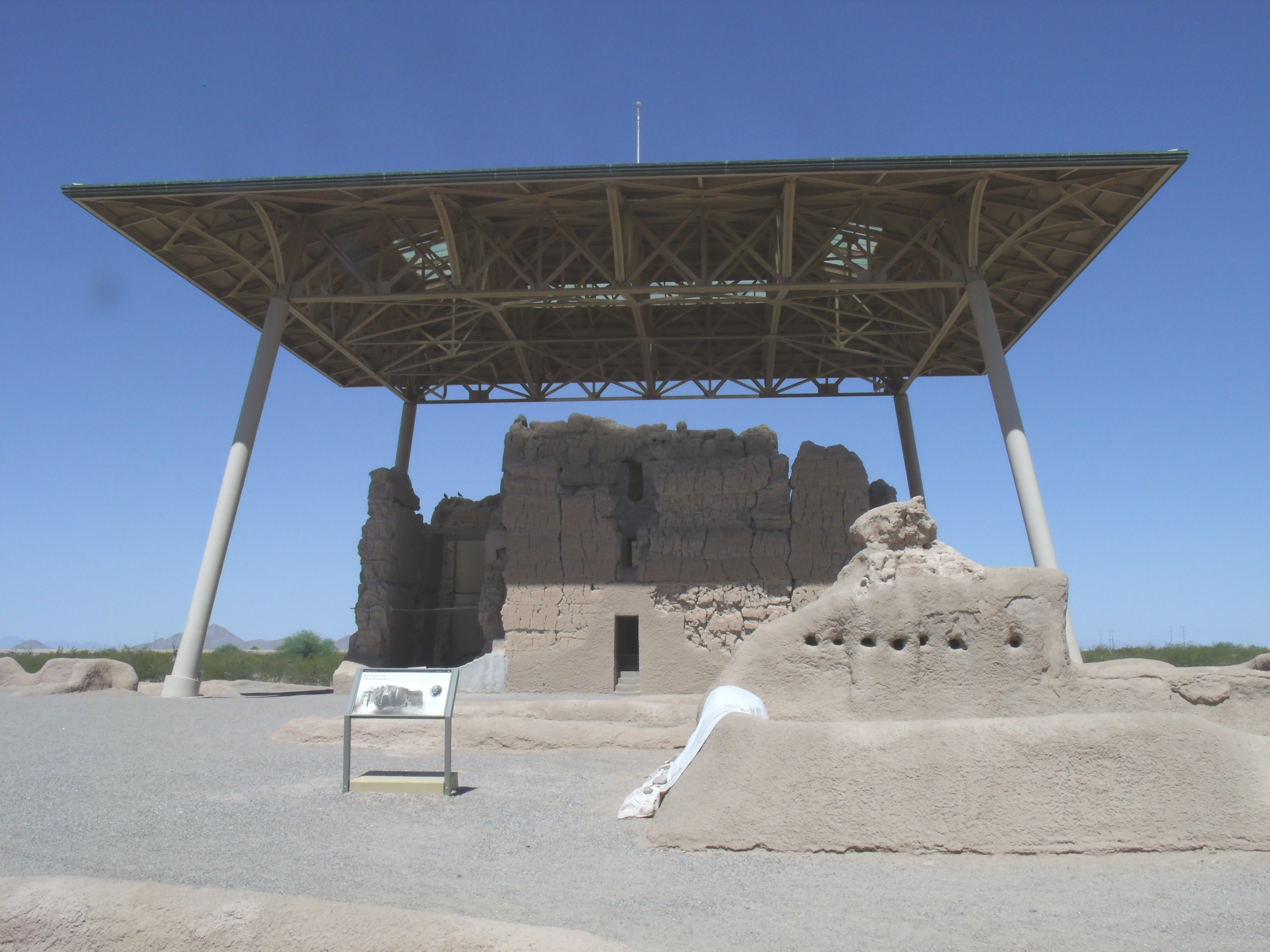
Las menciones escritas históricos de la Casa Grande comienzan con las entradas del diario  del padre Eusebio Francisco Kino cuando visitó las ruinas en 1694.
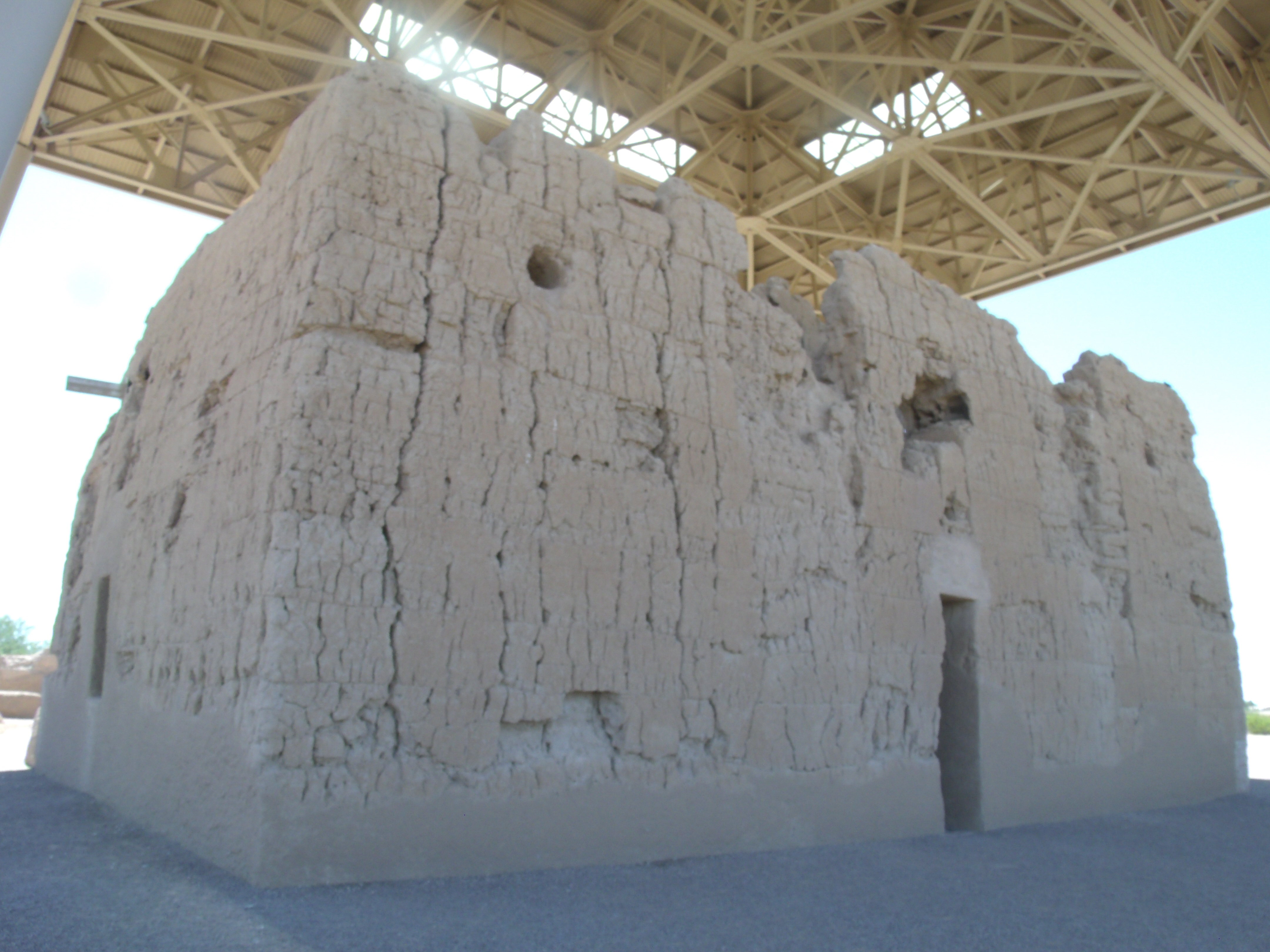
Vista lateral de la Big House.
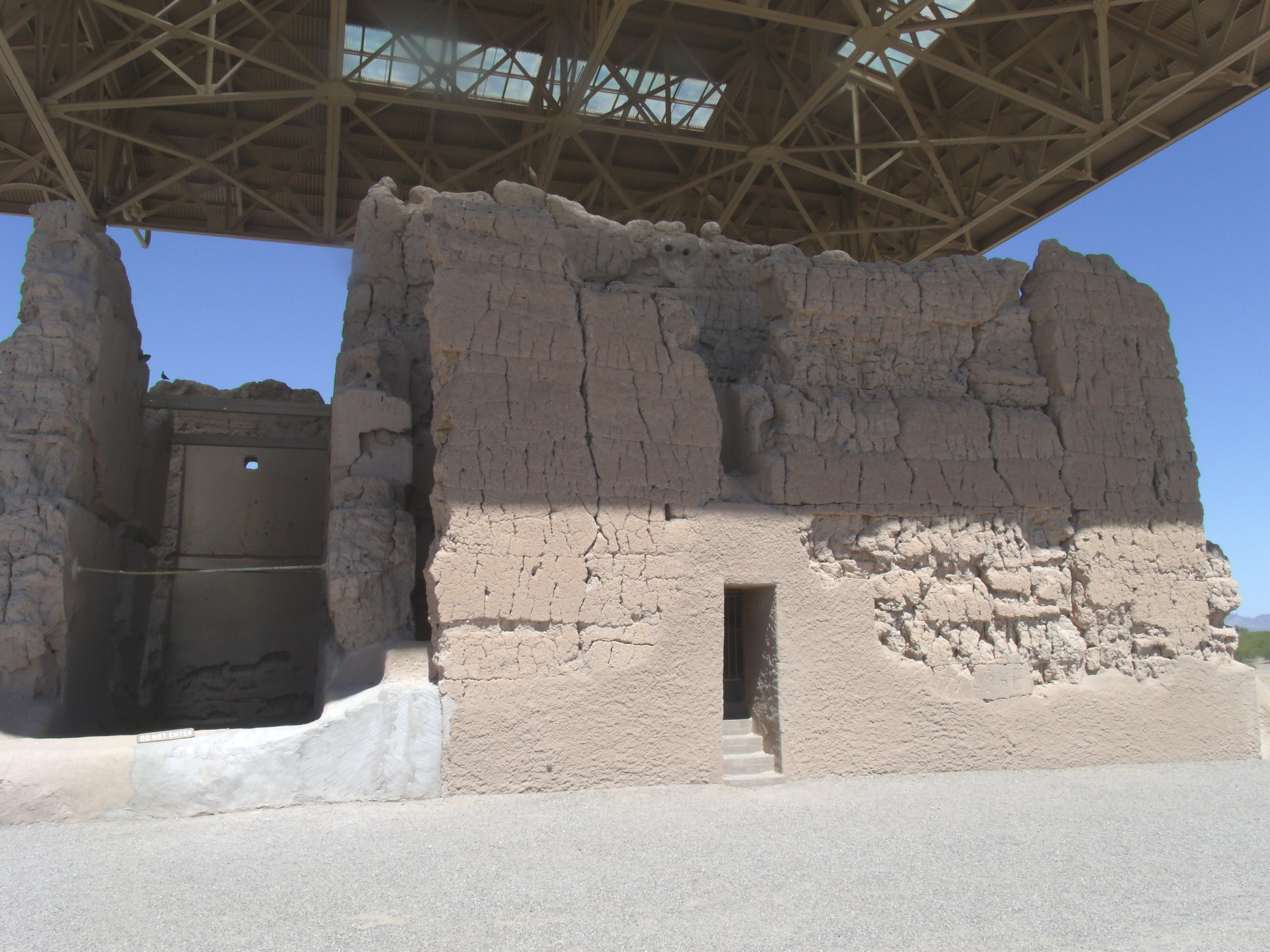
Otra vista de la Big House

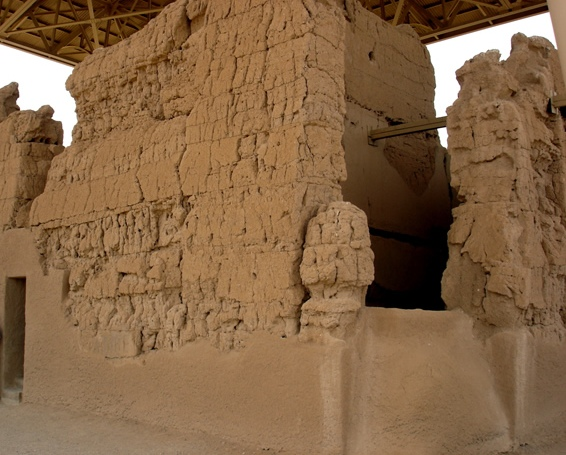
Vista cercana de la Big House
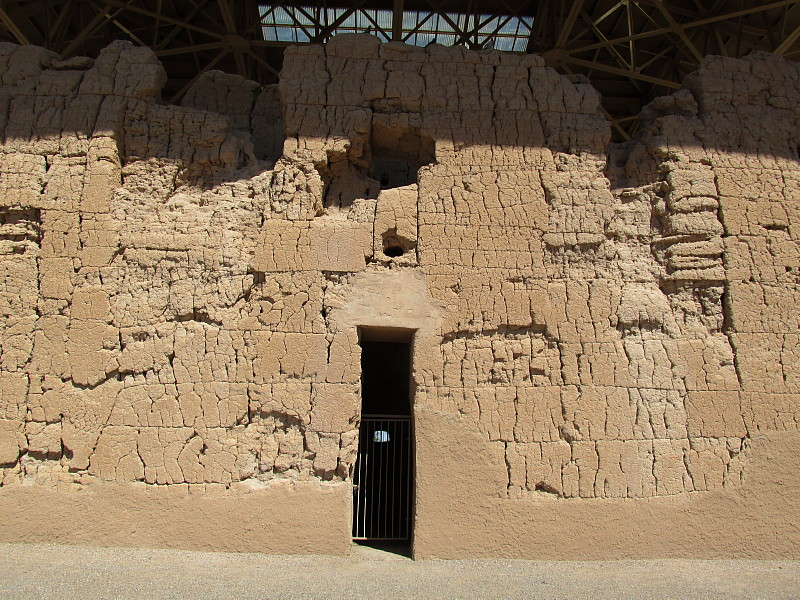
Puerta de la Big House.
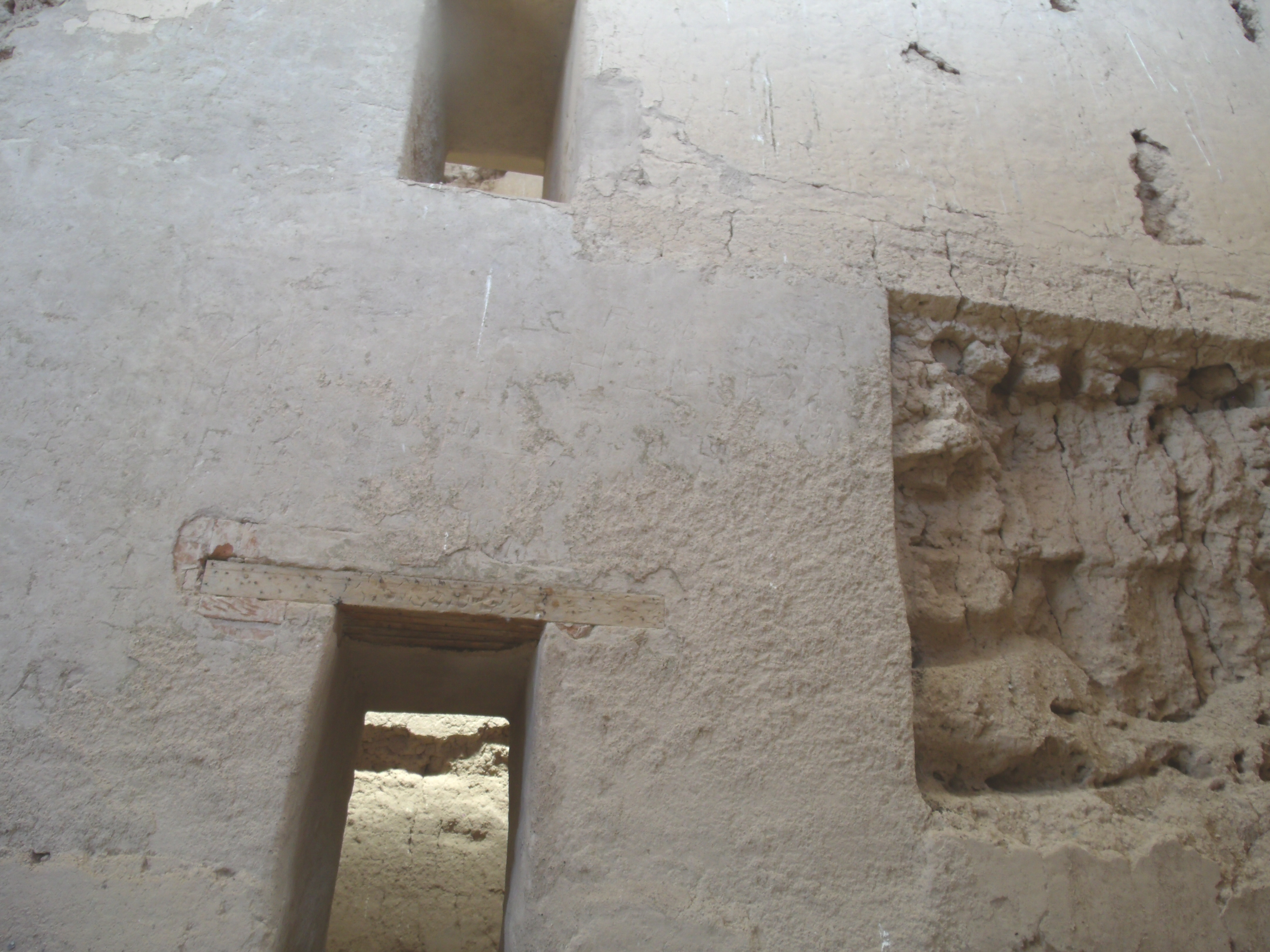
Interior de la Big House.
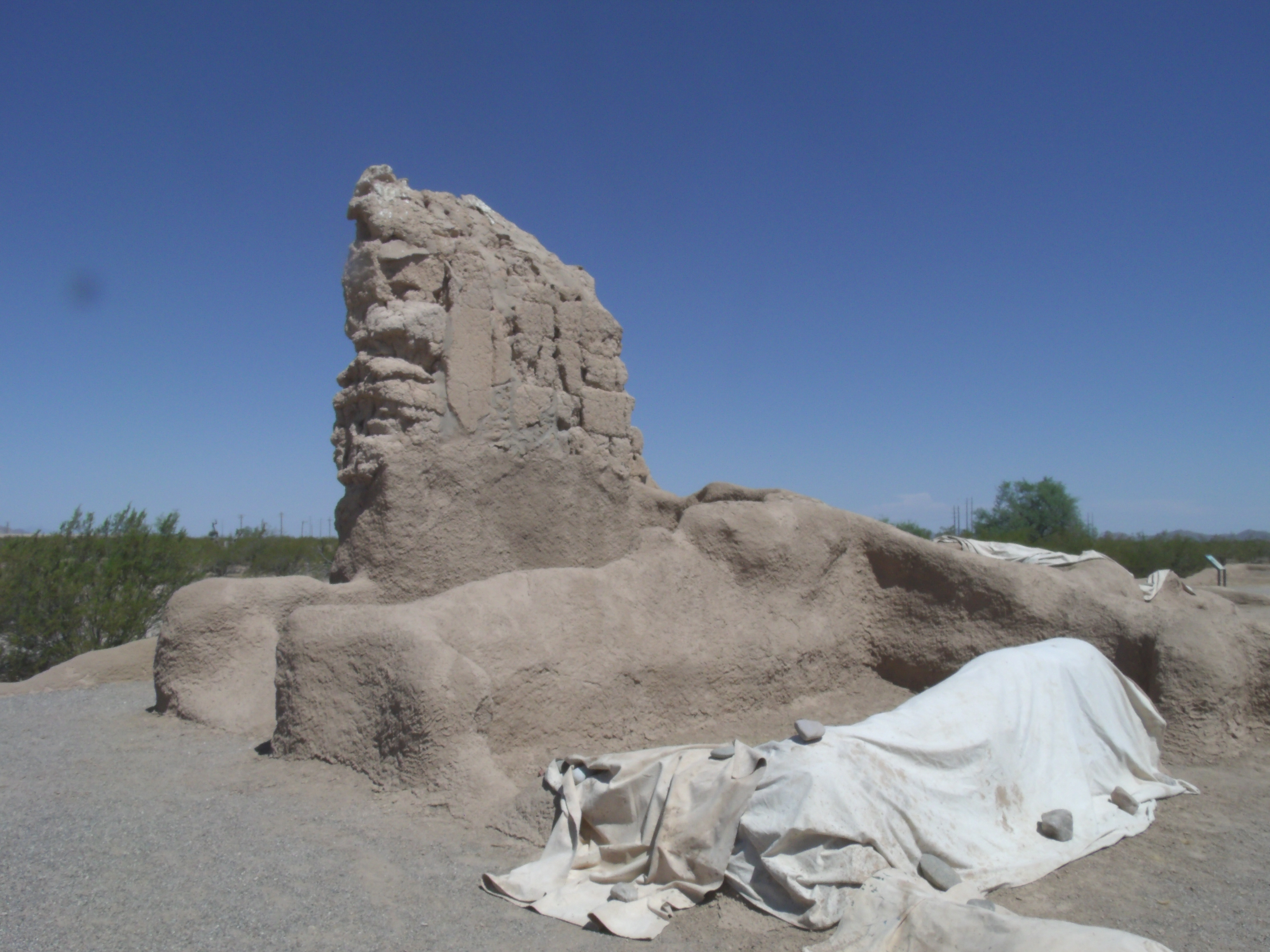
Diferentes vistas del monumento
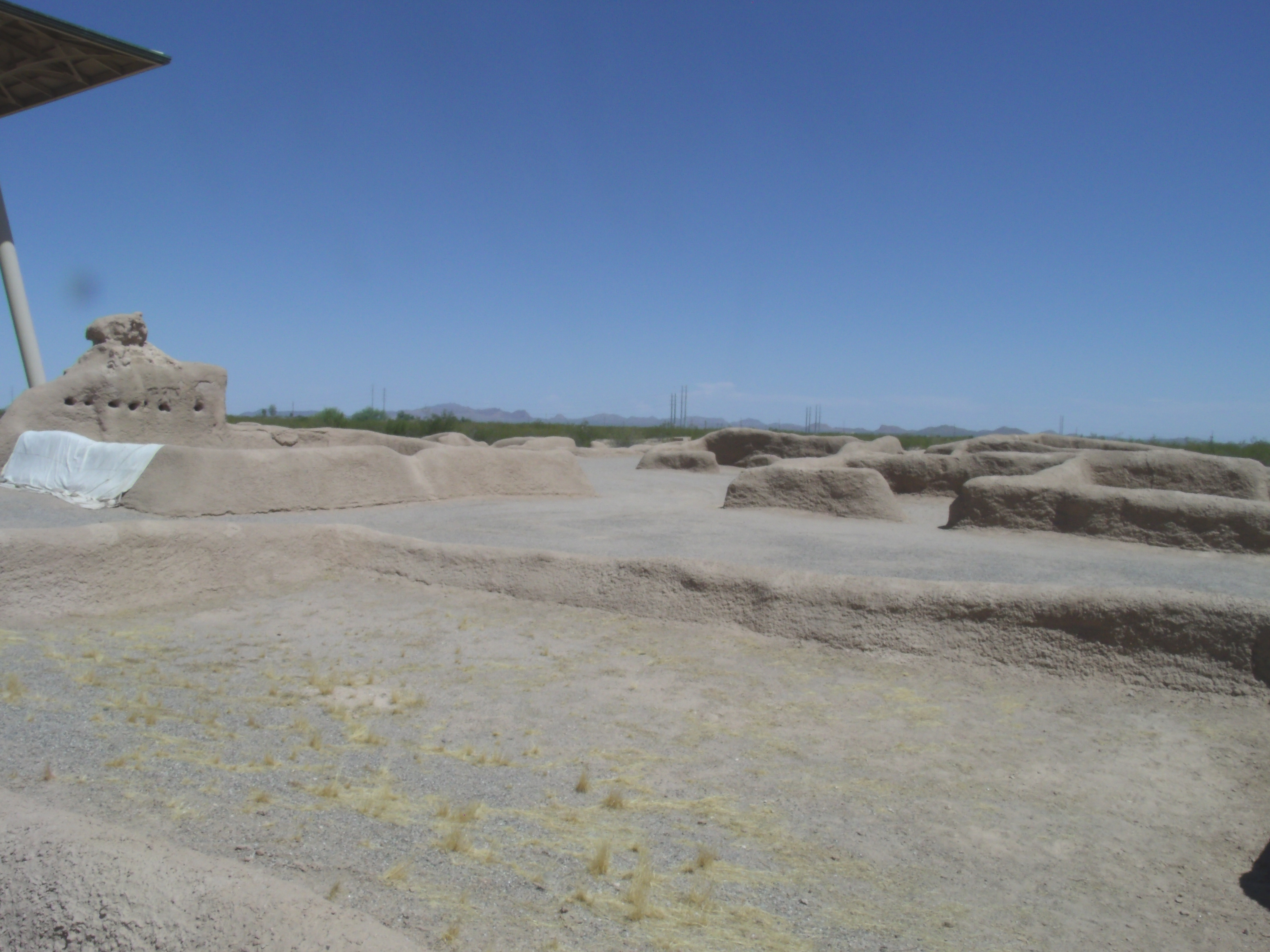
Diferentes vistas del monumento